# Вила-Кайш
Вила-Кайш (порт. Vila Caiz)  —  населённый пункт и район в Португалии,  входит в округ Порту. Является составной частью муниципалитета  Амаранте. По старому административному делению входил в провинцию Дору-Литорал. Входит в экономико-статистический  субрегион Тамега, который входит в Северный регион. Население составляет 3398 человек на 2001 год. Занимает площадь 9,00 км².